# La Banque postale
La Banque postale er en fransk bank, der blev etableret 1. januar 2006, som et datterselskab til La Poste.
De har over 10,8 mio. privatkunder og over 400.000 erhvervskunder. Banken har afdelinger på 7.700 postkontorer.